# A. E. Kaye
A. E. Kaye war ein US-amerikanischer Tontechniker, der bei der Oscarverleihung 1938 für den Oscar für den besten Ton nominiert war.

## Biografie
Kaye war zwischen 1937 und 1938 als Tontechniker beim Studio Sound Department (SSD) der Filmproduktionsgesellschaft Grand National an der Herstellung von sieben Filmen beteiligt.
Bei der Oscarverleihung 1938 war er für den Oscar für den besten Ton in dem Film The Girl Said No (1937) nominiert. Weitere Filme aus dieser Zeit waren Something to Sing About (1937), Tex Rides with the Boy Scouts (1937), Wallaby Jim of the Islands (1937) und International Crime (1938).